# Marathon van Barcelona 2013
De marathon van Barcelona 2013 werd gehouden op zondag 17 maart 2013 in Barcelona. Het was de 35e editie van deze marathon. 
Bij de mannen werd de wedstrijd gewonnen door de Ethiopiër Gezahegn Abera Hunde in 2:10.17. Op de finish had hij een halve minuut voorsprong op de Keniaan Abraham Keter.
Bij de vrouwen ging de Ethiopische Lemelem Berha Yachem met de hoogste eer strijken. 

## Marathon
Mannen
| rang | naam                    | land | tijd    |
| ---- | ----------------------- | ---- | ------- |
| 1    | Gezahegn Abera Hunde    | ETH  | 2:10.17 |
| 2    | Abraham Keter           | KEN  | 2:10.48 |
| 3    | Linus Maiyo             | KEN  | 2:11.34 |
| 4    | Aredom Tiumay Degefa    | KEN  | 2:12.17 |
| 5    | Jaume Lieva Beato       | ESP  | 2:13.41 |
| 6    | Joash Mutai             | KEN  | 2:16.47 |
| 7    | Samir Ait Bouchmane     | MAR  | 2:17.31 |
| 8    | Asensio Just Sociats    | ESP  | 2:23.25 |
| 9    | Marc Roig               | ESP  | 2:25.46 |
| 10   | Abderrahman Ait Kamouch | ESP  | 2:26.56 |

Vrouwen
| rang | naam                   | land | tijd    |
| ---- | ---------------------- | ---- | ------- |
| 1    | Lemelem Berha Yachem   | ETH  | 2:34.39 |
| 2    | Bosho Amelework Fikadu | ETH  | 2:35.53 |
| 3    | Irene Mogaka           | KEN  | 2:38.46 |
| 4    | Joasia Zakrzewsky      | GBR  | 2:43.50 |
| 5    | Lou Collins            | GBR  | 2:55.37 |
| 6    | Beatriz Munoz Melero   | ESP  | 2:55.38 |
| 7    | Elena Hidalgo Valls    | ESP  | 2:58.16 |
| 8    | Degitu Jebesa Tolosa   | ETH  | 2:58.39 |
| 9    | Paula Salgado Gonzalez | ESP  | 3:00.04 |
| 10   | Fernanda Maciel        | BRA  | 3:00.06 |

1978 ·
1979 ·
1980 ·
1981 ·
1981 ·
1983 ·
1984 ·
1985 ·
1986 ·
1987 ·
1988 ·
1989 ·
1990 ·
1991 ·
1992 ·
1993 ·
1994 ·
1995 ·
1996 ·
1997 ·
1998 ·
1999 ·
2000 ·
2001 ·
2002 ·
2003 ·
2004 ·
2005 ·
2006 ·
2007 ·
2008 ·
2009 ·
2010 ·
2011 ·
2012 ·
2013 ·
2014 ·
2015 ·
2016 ·
2017 ·
2018 ·
2019 ·
2020 ·
2021 ·
2022 ·
2023 ·
2024